# كايلين كايل
كايلين ماكنزي كايل (من مواليد 6 أكتوبر 1988) لاعبة كرة قدم كندية، ومثلت المنتخب الكندي للسيدات، وفازت معه بالميدالية البرونزية في دورة الألعاب الأولمبية الصيفية 2012. وهي سفيرة منظمة "الحق في اللعب"، وتعمل حاليًا كمذيعة لبث مباريات كرة القدم في برنامج "MLS Season Pass" على منصة Apple TV، حيث تستضيف برنامج "MLS 360".

## نشأتها
وُلدت كايل ونشأت في ساسكاتون، ساسكاتشوان، ودرست في مدرسة بيشوب ماهوني الثانوية، حيث ساهمت في فوز فريق كرة القدم بلقبي المدينة والمقاطعة. كان والدها، دوج، لاعب هوكي محترفًا وكانت والدتها، بات، لاعبة كرة طائرة . لعبت شقيقتها الكبرى كورتني أيضًا كرة القدم على المستوى الوطني.
تم اختيار كايل كأفضل لاعبة شابة في رابطة كرة القدم في ساسكاتشوان في أعوام 2004 و2005 و2006، وأفضل لاعبة في العام في عامي 2010 و2011.

### جامعة ساسكاتشوان
التحقت كايل بجامعة ساسكاتشوان عام 2006. في ذلك العام، لعبت ضمن فريق كرة القدم الجامعي الكندي (CIS) في الجامعة، وشاركت في 14 مباراة وسجلت ثلاثة أهداف وثلاث تمريرات حاسمة.. بعد عام واحد فقط مع الفريق، تمت دعوتها للعب مع منتخب كندا الوطني وعُرض عليها عقد للعب بشكل احترافي في السويد.

## مسيرتها الكروية

#### فانكوفر وايتكابس
لعبت كايل ستة مواسم مع نادي فانكوفر وايتكابس لكرة القدم (سيدات) من عام 2006 إلى عام 2012، باستثناء عام 2009. خلال موسمها الافتتاحي في دوري السيدات عام 2006، شاركت كايل في مباراة واحدة مع وايتكابس بإجمالي 78 دقيقة. في عام 2007، شاركت في ثماني مباريات في موسمها الثاني مع وايتكابس، مسجلةً هدفًا واحدًا. خلال موسم 2008، شاركت كايل في ست مباريات مع الفريق الأزرق والأبيض، وصنعت هدفين. في عام 2010، موسمها الرابع مع وايتكابس، شاركت في خمس مباريات، وصنعت هدفين. شاركت في مباراتين فاصلتين مع الفريق، ساهمت فيهما بهدف وتمريرة حاسمة واحدة عندما خسر وايتكابس في نهائي البطولة. في عام 2011، شاركت كايل في ثلاث مباريات فاصلة مع وايتكابس، وسجلت هدفين خلال تلك المباريات، بما في ذلك هدف الفوز ضد غريمها اللدود سياتل ساوندرز للسيدات، مما ساعد الفريق على انتزاع المركز الثالث..

#### نادي بيتيو لكرة القدم
في عام 2009، لعب كايل مع نادي بيتيو لكرة القدم في الدوري السويدي الممتاز للسيدات، الدوري السويدي الممتاز. شاركت مع الفريق في 13 مباراة وسجلت هدفًا واحدًا.

#### نادي سياتل رين لكرة القدم
في 11 يناير 2013، انضمت كايل إلى نادي سياتل رين لكرة القدم في الدوري الوطني لكرة القدم للسيدات، كجزء من برنامج تخصيص اللاعبات في الدوري الوطني لكرة القدم للسيدات. بعد لعبه بضع مباريات كلاعب خط وسط، انتقل كايل إلى مركز قلب الدفاع وساهم في تعزيز خط دفاع شاب. كمدافع، كان كايل هدافًا رئيسيًا لفريق رين، مسجلًا ثلاثة أهداف هذا الموسم، جميعها من ركلات جزاء. شارك كايل في 21 مباراة مع الفريق، حيث بدأ أساسيًا في تسعة عشر مباراة، وبلغت مدة لعبه 1752 دقيقة.

#### بوسطن بريكرز
في 10 سبتمبر 2013، استبدلها فريق سياتل بزميلتها الكندية كارميلينا موسكاتو.

#### هيوستن داش
في 29 أبريل 2014، انتقل كايل إلى هيوستن داش مقابل نيكي واشنطن.

#### بورتلاند ثورنز
شارك كايل في 12 مباراة مع بورتلاند في عام 2015.

#### أورلاندو برايد
في 26 أكتوبر 2015، استحوذ فريق أورلاندو برايد على كايل، إلى جانب أليكس مورغان من بورتلاند ثورنز إف سي. في المقابل، حصل بورتلاند على حقوق أورلاندو في اختياره الأول في مسودة التوسعة. شاركت في 17 مباراة مع فريق برايد قبل أن يتم إطلاق سراحها قبل بداية موسم 2017.

### مسيرتها الدولية
مثلت كايل كندا في منتخبي الشباب تحت 17 عامًا وتحت 20 عامًا. وشاركت في كأس العالم للسيدات تحت 20 عامًا  مرتين في 2006 و2008. في عام 2008، فازت بأول مباراة لها مع منتخب كندا لكرة القدم للسيدات في خسارة 4-0 أمام منتخب الولايات المتحدة لكرة القدم للسيدات. في دورة الألعاب الأمريكية 2011، كانت عضوًا في الفريق الفائز بالميدالية الذهبية الذي هزم البرازيل. فازت بالميدالية البرونزية في دورة الألعاب الأولمبية الصيفية 2012 في لندن، حيث لعب دورًا بارزًا طوال البطولة في خط وسط كندا. هزمت كندا فرنسا بنتيجة 1-0 في مباراة الميدالية البرونزية في 9 أغسطس 2012. فازت بمباراتها رقم 100 مع المنتخب الوطني الأول في كأس العالم للسيدات 2015، خلال مباراة دور الستة عشر ضد سويسرا. أعلنت كايل اعتزالها المنافسة الدولية عبر وسائل التواصل الاجتماعي في 21 أبريل 2017.